# Miłogoszcz (Wałcz)
Pour l’article homonyme, voir Miłogoszcz (Basse-Silésie).
Miłogoszcz est un village de Pologne, situé dans la gmina de Tuczno, dans le powiat de Wałcz, dans la voïvodie de Poméranie occidentale.

## Histoire
De 1815 à 1945, Mehlgast fait partie de l'arrondissement de Deutsch Krone dans le district de Marienwerder, au sein de la province de Prusse-Occidentale.